# Luis López Varela
Luis López Varela (1898-1936) fue un militar español.

## Biografía
Militar perteneciente al arma de artillería. En 1934 participó en el aplastamiento de la rebelión de la Generalidad, después de que se hubiera proclamado el Estado Catalán. Durante la Segunda República se afilió a la Unión Militar Española (UME), convirtiéndose en el delegado de la UME para Cataluña. En julio de 1936, cuando estalla la Guerra Civil, López Varela ostentaba el rango de capitán y estaba destinado en el Regimiento de Artillería de Montaña n.º 1, con sede en Barcelona. Para esas fechas se había convertido en el verdadero alma de la conspiración militar contra la República en la región catalana, siendo uno de los cerebros del plan de sublevación en Barcelona.
En los planes de los golpistas, López Varela estaba previsto que ocupase la jefatura superior de policía de Barcelona una vez se hubieran hecho con el control de la ciudad. La mañana del 19 de julio desde el Cuartel de los «Docks» salió una columna mandada por López Varela y formada por efectivos del Regimiento de Artillería de Montaña que debía ocupar la Consejería de Gobernación, la Estación de Francia y el Puerto. Sin embargo, poco después la columna tropezó con una fuerte resistencia de la Guardia de Asalto y de las milicias obreras anarcosindicalistas, por lo que los rebeldes debieron retirarse. López Varela fue gravemente herido y fue hecho prisionero. Después del fracaso de la sublevación, durante un registro policial en su vivienda se encontró documentación comprometedora sobre la conspiración militar.
Posteriormente fue juzgado en Consejo de guerra, condenado a muerte y fusilado el 26 de agosto de 1936 en los fosos del Castillo de Montjuic.